# Winther Motors

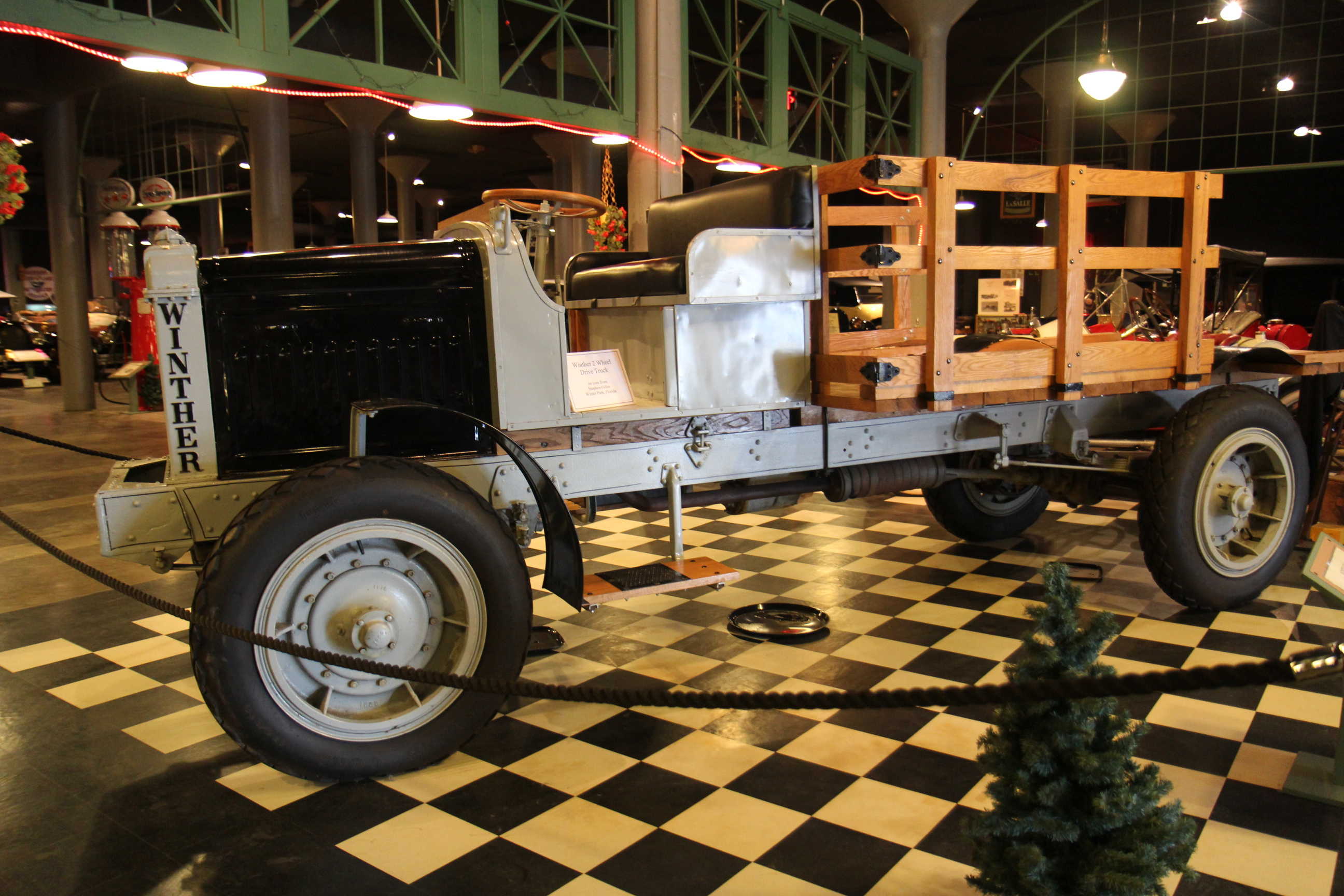
Lkw von Winther

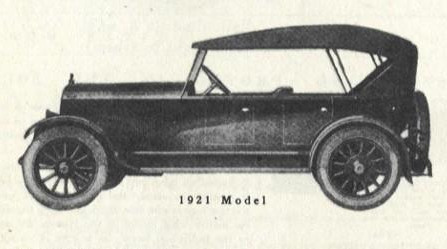
Pkw Winther Six-61

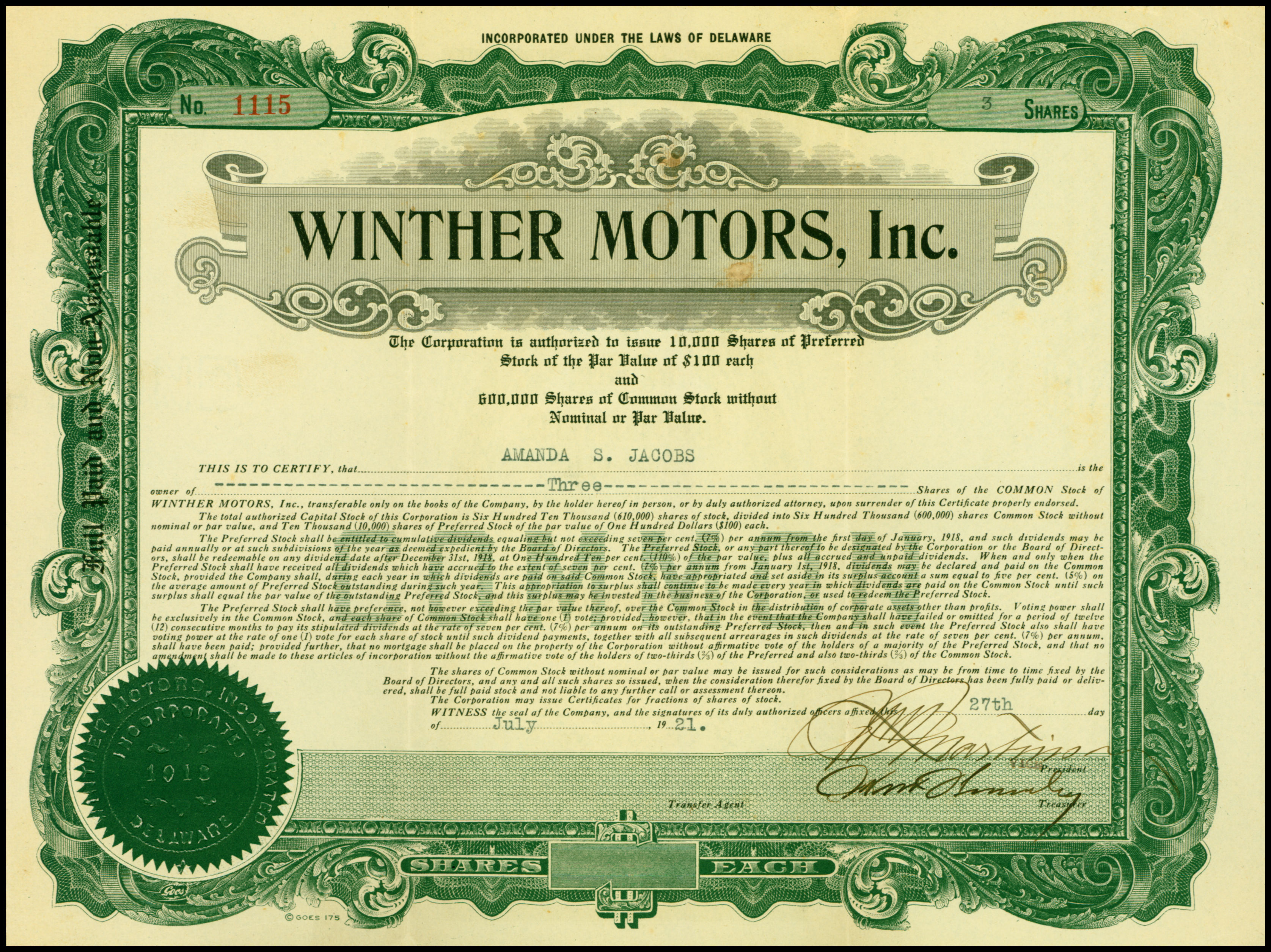
Aktie des Unternehmens

Winther Motors, vorher Winther Motor Truck Company und Winthrop Motor Truck Company, war ein US-amerikanischer Hersteller von Kraftfahrzeugen.

## Unternehmensgeschichte
Martin P. Winther hatte bereits bei der Thomas B. Jeffery Company Erfahrungen im Automobilbau gesammelt. Er gründete 1917 die Winther Motor Truck Company. Der Sitz war in Winthrop Harbor in Illinois. Das Unternehmen stellte Nutzfahrzeuge her. Der Markenname lautete Winther.
1918 erfolgte der Umzug nach Kenosha in Wisconsin. Die Firmierung lautete nun Winthrop Motor Truck Company und der Markenname Winther-Marwin. Bereits ab 1921 wurde das Unternehmen in Winther Motors umbenannt und als Markenname wieder Winther gewählt. 1926 endete die Lkw-Fertigung.
Im November 1919 kündigte Martin P. Winther an, zukünftig auch Personenkraftwagen herstellen zu wollen. Im Mai 1920 war das erste Fahrzeug fertig. Die erste öffentliche Präsentation fand allerdings erst Anfang 1921 während der Chicago Automobile Show statt. 1923 endete die Pkw-Produktion. Insgesamt entstanden 336 Pkw. Die Wisconsin Automobile Corporation übernahm die Baupläne.
1926 wurde das Unternehmen aufgelöst. Kenosha Fire Engine & Truck Company gilt als Nachfolgegesellschaft.

## Fahrzeuge
Die Lastkraftwagen hatten Vierzylindermotoren von der Wisconsin Motor Manufacturing Company. Der Winther hatte Hinterradantrieb, der Winther-Marwin Allradantrieb und wurden für militärische Zwecke genutzt. Sie waren mit 2, 3, 4 und 6 Tonnen Nutzlast angegeben. Später wurde das Sortiment nach unten mit einem Eintonner und nach oben mit einem Siebentonner erweitert. Der letztgenannte hatte einen Vierzylindermotor von Herschell-Spillman. Ab 1919 ist ein Lkw mit 1,5 Tonnen Nutzlast bekannt.
Das einzige Pkw-Modell war der Six-61. Er hatte einen Sechszylindermotor von Herschell-Spillman. Er leistete 60 PS. Das Fahrgestell hatte 305 cm Radstand. Einziger Aufbau war ein offener Tourenwagen mit fünf Sitzen. Der Neupreis betrug im ersten Vermarktungsjahr 2890 US-Dollar und danach 2250 Dollar.